# Parting Gifts
Parting Gift conocido en América Latina como Partiendo los Dones y en España como Regalos de Despedida es el décimo episodio de la primera temporada de la serie de televisión estadounidense Ángel. Escrito por David Greenwalt junto a Jeannine Reinshaw y dirigido por James A. Contner. Se estrenó originalmente el 14 de diciembre de 1999.
El episodio narra como Ángel y Cordelia deben lidiar con la muerte de Doyle al mismo tiempo que tienen un encuentro con un viejo amigo que nunca esperaron encontrar. 

## Argumento
Afectados por la trágica muerte de Doyle; Ángel y Cordelia se ven obligados a continuar con sus vidas y el negocio de investigaciones Ángel sin poder contar con la presencia de su estimado amigo. Cordelia se ve determinada a encontrar un objeto que le recuerde que Doyle estuvo con ellos. Mientras Ángel trata de persuadir a los oráculos de traer de regreso a la vida a Doyle. Los seres superiores se rehúsan dispuestos a no borrar la noble muerte de Doyle y le comentan al vampiro que todo lo que ocurre pasa por una razón, algo que Ángel no parece entender realmente.
A investigaciones Ángel llega Barney un demonio empático que está siendo perseguido por un caza demonios. Ángel se compromete ayudar a Barney y se enfrenta al cazador quien resulta ser Wesley. El inglés le explica a Ángel que se ha dedicado a cazar demonios por su cuenta después de haber sido expulsado del consejo de Vigilantes por el conflicto que surgió bajo la guardia que tenía con Buffy y Faith.  
En una de sus audiciones para protagonizar un comercial de detergentes, Cordelia tiene una visión como las de Doyle, para su propio desagrado, y comprende que la noche que Doyle la besó antes de morir le pasó sus visiones. Debido a eso Cordelia cree que para deshacerse de su poder debe besar a una persona, un acto que está determinada a realizar en toda clase de hombre, incluso trata de pasarle las visiones a Ángel y Barney. Al saber que Cordelia posee el don de Doyle, Ángel comprende las palabras de los oráculos y le pide a su amiga que dibuje lo que vio en su visión.   
Ángel sigue el rastro del demonio kungai que supuestamente estaba en busca de Barney, pero solo encuentra al demonio agonizando quien usa su último aliento para describir a su asesino en su idioma, una lengua que Ángel no domina, aunque Wesley sí y solo puede traducir al asesino como "demonio que lee el corazón". De regreso en Investigaciones Ángel, Barney se revela como el verdadero villano quien decide secuestrar a Cordelia y subastar sus ojos en una subasta de objetos raros organizada por Wolfran&Hart después de enterarse de que es una vidente.
Ángel se da cuenta de que el asesino fue Barney y corre a las oficinas preocupado por la seguridad de Cordelia pero no encuentra a nadie. Ángel y Wesley descifran el dibujo de la visión de Cordelia y consiguen localizar el lugar de la subasta justo en el momento en el que Barney se encuentra a punto de extraer los ojos de Cordelia que ha sido comprados por la abogada de la malvada firma de abogados. Angel y Wesley luchan contra la seguridad del edificio mientras Cordelia le clava a Barney el cuerno del demonio Kungai, que lo desintegra al instante. 
Al día siguiente Cordelia enmarca el dibujo de su primera visión como recuerdo de Doyle y Wesley decide unirse al equipo al no tener nada mejor que hacer y no tener otro lugar donde quedarse.

### Análisis del Episodio
El episodio fue escrito para confundir al espectador de descifrar quién podría ser el nuevo héroe del programa. Ya que cuando Ángel habla con los Oráculos estos le dicen: "Con cada puerta que se cierra, otra se abre". Poco después puede verse una escena en la que un demonio humanoide huye de lo que parece ser el villano de la semana. Doyle también era un demonio humanoide con muchos enemigos. La aparición de Wesley hasta la mitad del episodio como el viejo amigo de los héroes y Barney surgiendo como el auténtico villano del episodio, son elementos que sirvieron para darle un giro de tuerca a lo empleado desde el comienzo del episodio.

## Elenco

### Principal
- David Boreanaz como Ángel.
- Charisma Carpenter como Cordelia Chase.
- Glenn Quinn como Allen Francis Doyle (créditos únicamente).

## Continuidad
- Este es el último episodio que marca a Glenn Quinn/Doyle como un protagonista de la serie. Aunque no su última aparición.
- Wesley le menciona a Ángel que fue expulsado del consejo de Vigilantes luego de que perdiera el control sobre las dos cazadoras que estaban bajo su mando.
- Cuando Cordelia besa a Wesley este menciona que fue mejor que el último beso. Mencionando la vez que se besaron por primera vez.